# 3,5-ルチジン
3,5-ルチジン(3,5-Lutidine)は、化学式(CH3)2C5H3Nの複素環式有機化合物である。ルチジンと総称されるピリジンのジメチル置換誘導体の1つである。弱塩基性の無色液体で、刺激臭を持つ。胃酸抑制薬オメプラゾールの前駆体である。
産業的には、アクロレイン、アンモニア、ホルムアルデヒドの付加脱離反応により合成される。
2 CH2=CHCHO  +  CH2O  +  NH3  →  (CH3)2C5H3N  +  2 H2O

## 生分解
ピリジンの生分解は、複数の経路を経由して進む。ピリジンは特定の微生物にとって素晴らしい炭素、窒素、エネルギー源であるが、メチル化はピリジン環の分解を著しく遅らせる。

## 安全性
ラットの経口での半数致死量は、200 mg/kgである。